# Carl von Voit
Carl Voit (né le 31 octobre 1831 à Amberg; anobli Karl von Voit, mort le 31 janvier 1908 à Munich) est un physiologiste et diététicien bavarois. 

## Biographie
Karl Voit, fils aîné de l'architecte et inspecteur général des travaux publics August von Voit et de sa première épouse Mathilde Burgett-Voit, fut bachelier en 1848 puis étudia la médecine au Wilhelmgymnasium de Munich et à l'université de Wurtzbourg. Diplômé docteur en médecine en 1854, il collabora au laboratoire munichois de Max von Pettenkofer, compléta sa formation au laboratoire de chimie de Friedrich Wöhler à Göttingen et obtint en 1856 un poste d'assistant à l'Institut Physiologique de l'Université de Munich. Il soutint en 1857 sa thèse d'habilitation en Physiologie à l'université de Munich sous la direction de Theodor Ludwig Wilhelm Bischoff, fut ensuite professeur surnuméraire (1860), professeur titulaire de physiologie et conservateur des collections entomologiques (1863), doyen (1874-75), recteur (1878-79) et conseiller aux affaires médicales (1885).
Karl von Voit est considéré comme le fondateur de la diététique. Ce chimiste et physiologiste étudia (vers 1860) le métabolisme avec Max von Pettenkofer. Il démontra que la concentration en azote dans l'urine est proportionnelle à la perte en protéines. Il précisa à l'aide d'un spiromètre l'apport de différents aliments pour l'Homme et résuma les résultats par l’échelle de Voit. C'était par ailleurs un professeur très apprécié, père de l’École de Munich de diététique, dont les étudiants essaimèrent dans le monde entier et qui donna, en particulier, l’impulsion initiale à la diététique aux États-Unis. En Allemagne, son disciple le plus illustre est sans conteste Max Rubner.
Avec Max von Pettenkofer, le pathologiste Ludwig von Buhl (de) et le botaniste Ludwig Radlkofer, Voit lança le Zeitschrift für Biologie.
La Société allemande des Diététiciens (Deutsche Gesellschaft für Ernährung) décerne depuis 1961 la médaille Carl-von-Voit.
Carl von Voit devint en 1865 membre de l'Académie bavaroise des sciences, et en 1884 Secrétaire de la classe de mathématique et de physique. En 1875 il fut élu  membre de l'Académie allemande des sciences Léopoldina, en 1879 membre correspondant de l’Académie des sciences de Göttingen, en 1898 membre de l’Académie royale des sciences de Prusse et en 1883 fut décoré de l'Ordre bavarois de Maximilien pour les sciences et les arts.
Karl Voit épousa en 1860 à Augsbourg Laura von Höszlin (née le 14 avril 1831 à Augsbourg; † 4 juillet 1910), sœur cadette de sa belle-mère Ottilie. Elle lui donna cinq filles et un fils. Il est inhumé dans l'Ancien cimetière du Sud de Munich.

## Distinctions et récompenses
- 1872: Chevalier de Ire classe de l’Ordre de Saint-Michel
- 1878: Chevalier de l’Ordre du mérite civil de la Couronne de Bavière et anoblissement à titre personnel.
- 1880: Commandeur de l'Ordre du Mérite militaire
- 1896: Chevalier de IIe classe de l’Ordre de Saint-Michel.

## Écrits
- « Contribution au cycle de l'azote chez les organismes animaux ». Thèse de l'Université de Munich (1857)
- Physiologisch-chemische Untersuchungen. Habilitations-Schrift an der Medizinischen Fakultät der Universität München, 2 parties, Rieger, Augsbourg (1857)
- Die Gesetze der Ernährung des Fleischfressers, Leipzig 1860
- Über die Wirkung des Kochsalzes, des Kaffees und der Muskelbewegung auf den Stoffwechsel, Munich 1860
- Bemerkung über die sogenannte Luxusconsumption, Zeitschrift für Biologie, 4, pp. 517–530, 1868
- Über die Kost in öffentlichen Anstalten, Munich (1876)
- Untersuchung der Kost in einigen öffentlichen Anstalten, Munich (1877)
- Über die Entwickelung der Erkenntnis, Munich (1879)
- Physiologie des allgemeinen Stoffwechsels und der Ernährung (Band 6, 1. Abteilung von Hermanns Handbuch der Physiologie, Leipzig 1881)

## Voir également
- (de) Carl von Voit (Wikisource germanophone)
- (de) « Publications de et sur Carl von Voit », dans le catalogue en ligne de la Bibliothèque nationale allemande (DNB).
- Nachlass in der Bayerischen Staatsbibliothek
- Biogramm in der Veterinärmedizinischen Bibliothek
- Kurzeintrag bei Who is who?